# Borne Sulinowo
Borne Sulinowo è un comune urbano-rurale polacco del distretto di Szczecinek, nel voivodato della Pomerania Occidentale.
Ricopre una superficie di 484,24 km² e nel 2005 contava 9 104 abitanti.